# Wilfried Seyferth
Wilfried Seyferth (21 de abril de 1908 - 9 de octubre de 1954) fue un actor teatral y cinematográfico de nacionalidad alemana.

## Biografía
Su nombre completo era Wilfried Hermann August Seyferth, y nació en Darmstadt, Alemania. Tras seguir estudios de medicina durante tres semestres, recibió formación artística en la Escuela de Arte Dramático del Deutsches Theater de Berlín. Su debut como actor tuvo lugar en 1929, actuando posteriormente en el Schauspielhaus de Fráncfort del Meno. En 1936 regresó a Berlín, trabajando de nuevo en el Deutsches Theater bajo la dirección de Heinz Hilpert. Además, también actuó en el Theater in der Josefstadt de Viena.
En 1946 inició un período de tres años actuando en el Schauspielhaus Zürich, comprometiéndose posteriormente con el Teatro de Cámara de Múnich. Además, Seyferth actuó en el Festival de Salzburgo, en el Heidelberger Schlossfestspiele y en el Ruhrfestspiele y, a lo largo de su carrera, representó principalmente obras de autores clásicos como William Shakespeare, Gotthold Ephraim Lessing, Antón Chéjov, Nikolái Gógol y George Bernard Shaw. 
Seyferth se inició en el cine en 1933. Para la gran pantalla, en los años 1950 hizo en varias ocasiones papeles de malvado. En las producciones estadounidenses Decision Before Dawn y The Devil Makes Three encarnó a soldados nazis, y en el film alemán 08/15, al Mayor Luschke. 
Wilfried Seyferth falleció por un accidente de tráfico en Zeilsheim, en Fráncfort del Meno, Alemania, en 1954. Había estado casado con las actrices Tatjana Iwanow, Irene Naef, Lu Säuberlich y Eva-Ingeborg Scholz. Su hijo, Andreas Seyferth, nacido de su matrimonio con Tatjana Iwanow, se dedicó también a la interpretación.

## Filmografía
| - 1933: Schleppzug M 17 - 1934: Besuch im Karzer - 1936: Unter heißem Himmel - 1938: Skandal um den Hahn - 1938: Einmal werd' ich Dir gefallen - 1938: Am seidenen Faden - 1938: Der Tag nach der Scheidung - 1939: Salonwagen E 417 - 1940: Der Kleinstadtpoet - 1940: Stern von Rio - 1941: Die schwedische Nachtigall - 1941: Der Selbstmörder – Ins Grab kann man nichts mitnehmen - 1942: Schicksal - 1942: Rembrandt - 1942: Meine Frau Teresa - 1942: Meine Freundin Josefine - 1943: Immensee - 1943: Das Bad auf der Tenne - 1943: Die Wirtin zum Weißen Röß'l - 1945: Der Fall Molander - 1945: Leuchtende Schatten - 1945: Ein toller Tag - 1947: Spuk im Schloß | - 1950: Wenn eine Frau liebt - 1950: Alles für die Firma - 1950: Dieser Mann gehört mir - 1951: Decision Before Dawn - 1951: Das seltsame Leben des Herrn Bruggs - 1952: Heimweh nach dir - 1952: The Devil Makes Three - 1952: Toxi - 1952: Der fröhliche Weinberg - 1953: Liebeskrieg nach Noten - 1953: Hollandmädel - 1953: Maske in Blau - 1953: Bezauberndes Fräulein - 1953: Das tanzende Herz - 1953: Südliche Nächte - 1954: Rosen aus dem Süden - 1954: Der Mann meines Lebens - 1954: Männer im gefährlichen Alter - 1954: Hoheit lassen bitten - 1954: 08/15 - 1954: Ein Haus voll Liebe - 1954: Die goldene Pest - 1955: Die Stadt ist voller Geheimnisse |